# Torun Lian
Torun Lian es una cineasta y escritora noruega.

## Carrera
Debutó como escritora en 1988 con la serie Tre skuespill, por la que fue premiada con el premio "Tarjei Vesaas". En 1995 fue galardonada con el Premio Nórdico de Libros Infantiles. Torun publica libros cada cierto tiempo, algunos de los cuales transforma en películas. Entre sus películas más notables encontramos Bare skyer beveger stjernene (trad. "Cuando las nubes mueven las estrellas") de 1998, y Ikke naken (trad. "El color de la leche") de 2000.

## Temas
Torun es autora principalmente de libros infantiles y juveniles. En el cine, la temática principal de sus películas es la adolescencia.

«Torun debe ser una intelectual que se recrea a sí misma en cada novela y película. Su cine es de sensaciones existenciales con apego a la raíz de sus propios recuerdos. Como una realizadora noruega contumaz, revitaliza desde su posición el cine infantojuvenil, dotándolo de realismo y espontaneidad»

## Filmografía
- 2013: Victoria
- 2004: Ikke naken
- 1998: Bare skyer beveger stjernene
- 1997: Damer (corto)
- 1992: Det finnes noen som er mindre enn Anna (corto)